# La cabaña del tío Tom (película)
La cabaña de Tío Tom (1927) es una película muda dirigida por Harry A. Pollard y estrenada por Universal Pictures. La película está basada en la novela La cabaña del tío Tom, escrita por Harriett Beecher Stowe, y es la última versión de película muda. Está preservada en una copia en la Biblioteca del Congreso.
En esta versión de la película, todos los papeles importantes de esclavo, con la excepción del mismo Tío Tom, fueron representados por actores blancos. La actriz Mona Ray interpretó la esclava Topsy en blackface, mientras los esclavos Eliza, George, Cassie y Harry fueron interpretados con piel muy clara debido a una herencia multirracial. Esta película fue estrenada en DVD el año 1999 por Kino.

## Reparto
- Margarita Fischer - Eliza
- James B. Lowe - Tío Tom
- Arthur Edmund Carewe - George Harris
- George Siegmann - Simon Legree
- Eulalie Jensen - Cassie
- Mona Ray - Topsy
- Virginia Grey - Eva St. Clare
- Lassie Lou Ahern - Harry Pequeño
- Lucien Littlefield - Abogado Marks
- Adolph Milar - Señor Tom Haley
- J. Gordon Russell - Tom Loker
- Gertrude Howard - Tía Chloe, (la mujer de Tío Tom)
- Jack Mower - Señor Shelby
- Vivien Oakland - Señora Shelby
- John Roche - Augustine St. Clare

- Gertrude Astor - Señora St. Clare
- Matthew Barba - Niño
- Louise Castores - Esclavo en la boda
- William Dyer - G.M. Barba - Rematador
- Francis Ford - Capitán
- Eugene Jackson - Niño
- Carla Laemmle - Espectador de la subasta
- Jeanette Loff - Espectador de la subasta
- Nelson McDowell - Phineas Fletcher
- Rolfe Sedan - Adolph
- Madame Sul-Te-Wan - Esclavo de la boda
- Dick Sutherland - Sambo
- Clarence Wilson - Postor en la subasta de Eliza